# Głogówek (stad)
Głogówek (Duits: Oberglogau, Tsjechisch: Horní Hlohov) is een stad in het Poolse woiwodschap Opole. Het is gelegen in de powiat Prudnicki. De oppervlakte bedraagt 22,06 km², en het inwonertal 5904 (2005). Sinds 2009 is de stad officieel tweetalig Pools/Duits en werd Oberglogau opnieuw een van de twee officiële stadsnamen.

## Geschiedenis
Een eerste verwijzing naar het dorpje dateert van 1212/1214 als Glogov. Volgens een oorkonde kreeg het dorp stadsrechten in 1275, echter wordt er getwijfeld aan de echtheid hiervan. Er staan namelijk twaalf gemeenteraadsleden op de oorkonde, wat uitzonderlijk veel was voor deze tijd, een grote stad als Breslau had in deze tijd maar vijf raadsleden. Toch wordt aangenomen dat de stadsrechten ergens in deze tijd verkregen werden, de bevolking was reeds in 1212 overwegend Duitstalig. Het stadje, dat tot het hertogdom Oppeln behoorde kwam in 1327 toe aan de koninklijke Boheemse kroon. In 1373 kreeg de stad stadsrechten volgens Maagdenburger Recht. In 1582 werd de stad grotendeels verwoest door een brand. Ook de Zweden brachten zware schade toe aan de stad in 1643 tijdens de Dertigjarige Oorlog. Van 17 oktober 1655 tot 18 december van dat jaar was koning Jan II Casimir van Polen gevlucht naar Oberglogau en verbleef in het kasteel aldaar. 
Na de Eerste Silezische Oorlog in 1742 kwam Oberglogau onder Pruisische heerschappij te staan. In 1765 werd de stad opnieuw getroffen door een zware brand. In 1858 woonden bijna 4.000 mensen in de stad. In 1876 werd de stad aangesloten aan het spoorwegennetwerk. In 1895 waren er zo'n 5706 inwoners die Pools (568 personen), Duits (2.670 personen) of beide talen (2.468 personen) spraken. 
Na de Eerste Wereldoorlog moest Duitsland enkele gebieden afstaan. In Opper-Silezië kwam er een referendum in sommige grensgebieden. De bevolking kon kiezen voor de heropgerichte Poolse Republiek. Echter koos 95,9% van de inwoners van Oberglogau ervoor om bij de Weimarrepubliek (Duitsland) te blijven. In 1936 woonden er zo'n 7.742 mensen in de stad. 
Tijdens de Tweede Wereldoorlog nam het Rode Leger de stad in en verwoeste zo'n 40% van de stad. Na de oorlog moest Duitsland opnieuw gebieden afstaan waaronder Silezië. Oberglogau werd omgedoopt in Głogówek. In het overgrote deel van de voormalige oostgebieden werden de Duitsers verdreven, behalve in bepaalde gebieden in Opper-Silezië waardoor er een grote Duitse minderheid kon standhouden in de regio, hoewel openlijk gebruik van Duits ten tijde van het communisme strikt verboden was in Polen. Volgens de volkstelling van 2002 verklaarde bijna 25% van de bevolking van Duitse nationaliteit en Duitstalig te zijn. Volgens een Poolse minderheidswet uit 2005 mochten gemeente die ten minste 20% Duitstalig waren opnieuw de Duitse benaming van de stad als tweede naam gebruiken. In december 2009 werd de gemeente officieel tweetalig en werden tweetalige plaatsnaamborden ingevoerd. De stad heeft meer dan 20 deelgemeenten en in vier van de twintig werd dit niet doorgevoerd op verzoek van de Poolse kolonisten. In deze gemeenten wonen immers voornamelijk Polen die verdreven werden uit Oekraïne of die uit andere delen van Polen komen. Zij vormen een grote meerderheid hier en stemden tegen tweetalige plaatsnaamborden, uit vrees voor eigendomsrestitutie-eisen door de wel verdreven of gevluchte Duitsers. 

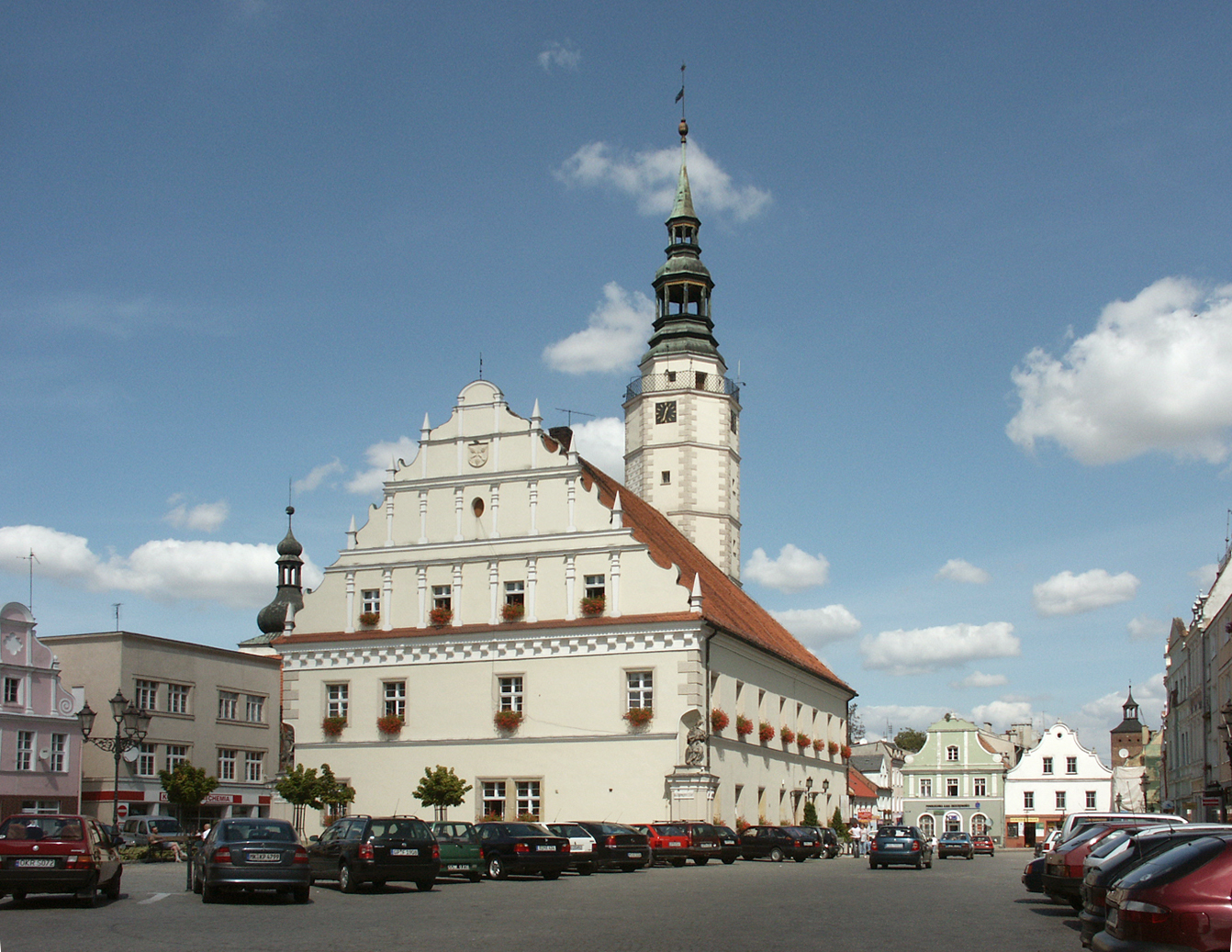
Raadhuis van Głogówek